# Hansjürgen Schierbaum
Hansjürgen Schierbaum (* 18. Mai 1924 in Jöllenbeck; † 21. März 2011 in Bonn) war ein deutscher Beamter und Staatssekretär.

## Biografie
Er war der einzige Sohn von Carl Ferdinand Schierbaum (Möbelfabrikant) und Clara Schierbaum, geb. Schäffer. Er verbrachte seine Volksschulzeit in Gohfeld, seine Oberschulzeit in Bad Oeynhausen und legte schließlich im Januar 1943 im Gymnasium Bad Oeynhausen seine Reifeprüfung ab.
Nach dem Kriegsdienst vom 1. Februar 1943 bis 18. Mai 1945 und sowjetischer Gefangenschaft (18. Mai 1945 bis 1. Januar 1950) kehrte er nach Gohfeld zurück. Schierbaum studierte von 1951 bis 1956 Geschichte sowie Slawistik und Staats- und Völkerrecht an der Rheinischen Friedrich-Wilhelms-Universität Bonn. Dort wurde er mit einer Arbeit über das Thema „Die politischen Wahlen in den Eifel- und Moselkreisen des Regierungsbezirks Trier 1849–1867“ 1956 zum Doktor der Philosophie promoviert.
Von 1957 bis 1962 war er Leiter der Arbeitsgruppe, die mit der Edition der Dokumente zur Deutschlandpolitik befasst war. Am 1. März 1962 wechselte er in das Bundesministerium für gesamtdeutsche Fragen, ab 1969 Bundesministerium für innerdeutsche Beziehungen. Er war Mitglied der innerdeutschen Grenzkommission, die die Aufgabe hatte, eine Präzisierung der vorhandenen Innerdeutschen Grenze innerhalb festgelegter Toleranzen vorzunehmen.
1980 wurde er Leiter der Berliner Abteilung des Bundesministeriums für innerdeutsche Beziehungen und als solcher Stellvertreter des Bevollmächtigten der Bundesregierung für Berlin. Am 11. Juni 1981 erfolgte der Wechsel als Chef der Senatskanzlei Berlin unter den Regierenden Bürgermeistern Richard von Weizsäcker und Eberhard Diepgen.
Am 22. April 1985 wurde er auf eigenen Wunsch in den einstweiligen Ruhestand verabschiedet.

## Privates
Seit dem 5. August 1952 war er mit Eva Arendt, Tochter von Walter und Irmgard Arendt, verheiratet. Aus der Ehe gingen drei Kinder hervor.
Hansjürgen Schierbaum starb am 21. März 2011. Er wurde auf dem Friedhof in Gohfeld beigesetzt.

## Veröffentlichungen
- Die politischen Wahlen in den Eifel- und Moselkreisen des Regierungsbezirks Trier 1849–1867. In: Beiträge zur Geschichte des Parlamentarismus und der politischen Parteien; Band 19. Droste Verlag, Düsseldorf.